# Teleimpiantista
Un teleimpiantista è un addetto operativo specializzato che realizza presso l'utenza impianti di Telecomunicazioni sia posando le parti passive, cablate o wireless, sia allacciando e programmando gli apparati attivi di ricetrasmissione, sia interconnettendo gli impianti alla rete pubblica di comunicazione elettronica.
Il luogo di realizzazione dell'impianto può essere un sito produttivo (fabbrica, stabilimento, magazzino), commerciale (ufficio, negozio, centro commerciale, hotel), una pubblica amministrazione o una civile abitazione. Il luogo, se aperto, deve comunque essere definito e individuato sia in fase progettuale che realizzativa.
In senso lato le imprese di teleimpiantisti operano nella realizzazione di impianti per la telefonia e la telematica. La sempre maggiore diffusione della banda larga e la crescente diffusione dei mezzi informatici ha aumentato considerevolmente la richiesta di teleimpianti e conseguentemente di aziende con personale dotato di specifica formazione professionale.

## In Italia
Tra gli impianti di telecomunicazioni, gli impianti: "Radiotelevisivi, le Antenne, gli impianti elettronici in genere" (cfr: DM 37/08, art.1, comma2, lett.b) devono essere realizzati da imprese abilitate secondo il Decreto 22 gennaio 2008 n. 37. In particolare “Radiotelevisivi ed Elettronici” sono definiti quegli impianti dotati di:”componenti impiantistiche necessarie alla trasmissione ed alla ricezione dei segnali e dei dati, anche relativi agli impianti di sicurezza, ad installazione fissa alimentati a tensione inferiore a 50V in corrente alternata e 120V in corrente continua,...[omissis].(cfr: DM 37/08, art.2, comma1, lett.f).
L'entrata in vigore della Legge 28 marzo 1991, n.109 (G.U. 6 aprile 1991 nr.81) 
che dispone: "Nuove disposizioni in materia di allacciamenti e collaudi degli impianti telefonici interni"
 e conseguente DM 314/92 di attuazione della stessa ha stabilito, esclusivamente per gli impianti telefonici interni collegati alla rete pubblica con più di due linee urbane, che ogni intervento di allacciamento e collaudo di impianti telefonici interni collegati alla rete pubblica, deve essere eseguito da personale specializzato dipendente di impresa che abbia adeguati requisiti tecnico professionali, concretizzati in una Autorizzazione Ministeriale rilasciata dagli Ispettorati Territoriali per le Comunicazioni del Ministero dello Sviluppo Economico.
Gli Ispettorati territoriali sono 16 organi tecnici, presenti a livello regionale, con i quali il ministero esplica un adeguato servizio di monitoraggio e controllo delle telecomunicazioni e delle frequenze radio.
Tra le altre varie attività provvedono anche al rilascio di autorizzazioni e licenze per:
- Stazioni radio a uso dilettantistico e amatoriale (CB e radioamatore) e professionale;
- apparati ricetrasmittenti installati a bordo di imbarcazioni (compresi i VHF e gli EPIRB), eventuali collaudi e ispezioni periodiche;
- patenti per radiotelefonista;
- imprese di teleimpiantistica ai sensi della legge 109/91 e DM 314/92 ed controllando le realizzazioni presso gli utenti.